# Prise de Béjaïa (1555)
Pour les articles homonymes, voir Prise de Béjaïa.
Conflits algéro-hispaniques
La bataille de Béjaïa est la reconquête de la ville de Béjaïa, en 1555, par les troupes alliées de la régence d'Alger, dirigées par Salah Raïs, et du royaume de Koukou, aux dépens de l'empire espagnol.

## Contexte

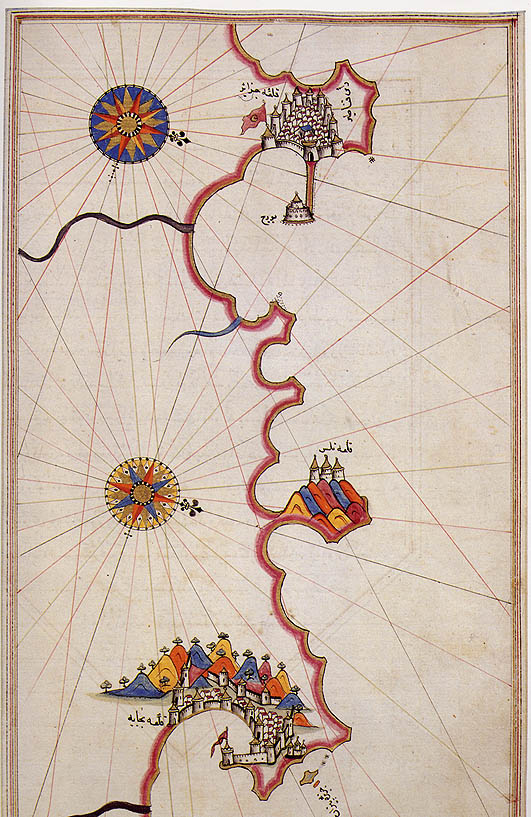
La côte algérienne entre Alger et Béjaïa (en bas) selon le cartographe et marin ottoman Piri Reis. Manuscrit du XVIe siècle.

Ancienne capitale des émirs hafsides dissidents de Bougie, la ville est prise par les Espagnols en 1510. L'émir Abderrahmane se replie sur la Kalâa des Beni Abbès et fonde une principauté autour de cette ville fortifiée. Les sultans de la Kalâa entretiennent donc le rêve de reprendre la ville pour reconstituer à leur profit l'ancien royaume de Bougie. Cependant les moyens leur manquent, ils s'allient donc avec les Barberousse et la régence d'Alger pour réduire la place grâce à l'apport de l'artillerie. Plusieurs tentatives échouent. Les relations variables entre la régence d'Alger et les Beni Abbès font que rapidement les uns et les autres se voient comme rival. Outre la volonté de se prémunir des Espagnols, les royaumes de Kabylie (Beni Abbès et Koukou) vont également comprendre l'enjeu de préserver leur indépendance des convoitises de la régence d'Alger. Dans ce contexte, les vues de la régence d'Alger sur Bougie sont perçues, d'une part comme un obstacle pour les sultans de la Kalâa et d'autre part comme une nécessité dans une optique de guerre sainte et de contentieux entre chrétienté et islam. La rupture de l'alliance et les conflits entre la régence d'Alger et la Kalâa depuis 1553, font que Salah Raïs, beylerbey d'Alger, va se tourner vers le royaume de Koukou pour obtenir l'appui nécessaire dans l'arrière-pays bougiote. Pour la régence d'Alger, fondé par les frères Barberousse, reconquérir la ville est également un vœu politique majeur, étant donné l'importance de la marine corsaire et des affaires maritimes pour la régence d'Alger et la volonté de neutraliser définitivement les Espagnols en Afrique du Nord.

## La place
Bougie, ancienne capitale médiévale, est sur le déclin depuis l'occupation espagnole. Elle n'est plus qu'un site triangulaire délimité par des remparts et des forts à chaque pointe. Le fort impérial (bordj Moussa) construit sur les ruines du site de la Goletta, la grande forteresse (la Casbah) et le petit fort (bordj Abdelkader), un ancien fort berbère.

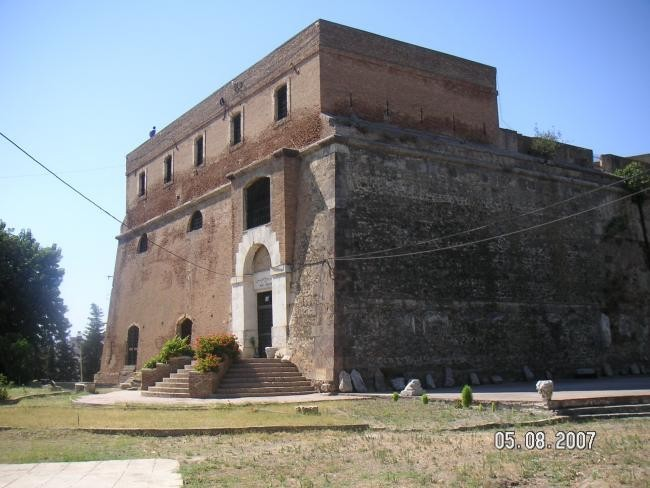
Le bordj Moussa
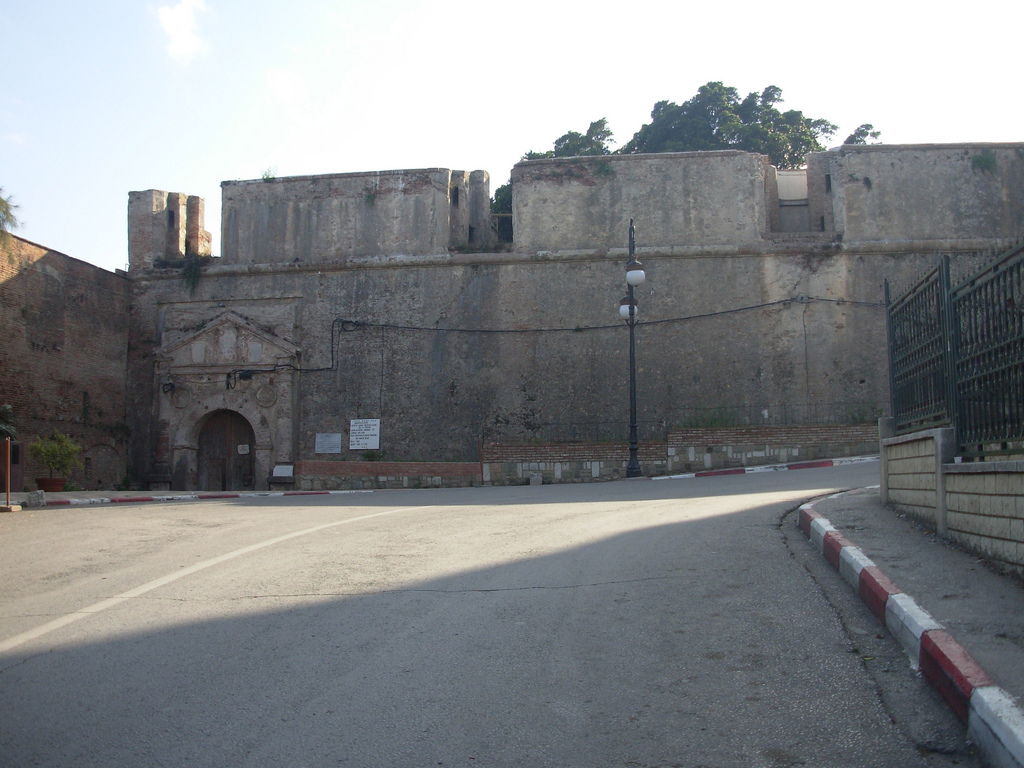
La Casbah de Béjaïa

## Le siège
Elle oppose 40 000 soldats, de l'artillerie et des galères de la régence et des alliés kabyles zouaouas à la garnison espagnole de la ville. Selon Féraud, les troupes de Salah Raïs se composent de 40 000 soldats par terre et 22 galères armées de canons par mer. Une faible garnison espagnole de 500 à 1 000 hommes se répartit dans les trois principaux forts de la ville selon Braudel les Espagnols sont en tout 1 000 hommes et quelques douzaines de chevaux. 
L'attaque est soudaine, des galères font irruption dans la rade et canonnent la ville. Salah prend possession de la plaine et de la montagne environnante. La stratégie de Salah Raïs vise à faire battre successivement les forts de la ville par l'artillerie : le fort impérial (bordj Moussa), le fort de la mer (bordj Abdelkader) puis la Casbah son successivement visés. Depuis les hauteurs une batterie ruine en premier lieu le bordj Moussa. Il est quasiment déserté par les Espagnols qui concentrent leurs forces dans les deux autres forts. Salah Raïs dirige ensuite son artillerie vers bordj Abdelkader défendu par une quarantaine de soldats qui se rendent au bout de 5 jours de combat.
Le gouverneur Don Alfonso de Peralta, cerné dans la Casbah avec le reste de ses troupes, doit faire sa reddition le 27 septembre, après 25 jours de siège. Sans vivres ni munitions, il doit capituler. Selon Marmol la capitulation se fait contre la liberté de l'ensemble des Espagnols de la place, or selon Minana, le gouverneur ne négocie que sa liberté et celle des siens. Salah Raïs faisant prisonnier l'ensemble des Espagnols de la place à l'exception du gouverneur Peralta et de sa suite est donc considéré, selon la version de Marmol, comme ayant manqué à sa parole. Don Alfonso de Peralta rentre en Espagne à bord d'une caravelle française, il est arrêté par ordre de Charles Quint pour son échec et exécuté sur la grande place de Valladolid. 
La ville récupérée devient rapidement un point de désaccord entre le royaume de Beni Abbès (descendant des émirs hafsides locaux qui régnaient sur la ville avant la conquête espagnole de 1509) et Salah Raïs qui veut en assurer l'administration directe. Cette prise de possession de la ville de Bougie par la régence d'Alger ruine les espoirs des sultan de la Kalâa de rétablir l'ancien royaume médiéval de Béjaïa. Il établit d'ailleurs une alliance avec le sultan de Koukou pour contrebalancer l'hostilité de Abdelaziz El Abbes.  Salah Raïs confie à Koukou l'arrière-pays immédiat, dont l'approvisionnement stratégique en bois (la qarasta) pour la ville et la construction navale.

## Référencement

### Sources
- Charles-André Julien, Histoire de l'Algérie contemporaine : La conquête et les débuts de la colonisation (1827-1871), vol. 1, Paris, Presses universitaires de France, 1964
- Youssef Benoudjit, La Kalaa des Béni Abbès : au XVIe siècle, Alger, Dahlab, 1997, 350 p. (ISBN 9961-6-1132-2)
- Youcef Allioui, Les Archs, tribus berbères de Kabylie : histoire, résistance, culture et démocratie, Paris, L'Harmattan, 2006, 406 p. (ISBN 2-296-01363-5)
- Laurent-Charles Féraud, Histoire Des Villes de la Province de Constantine : Sétif, Bordj-Bou-Arreridj, Msila, Boussaâda, vol. 5, Constantine, Arnolet, 1872 (réimpr. 2011), 456 p. (ISBN 978-2-296-54115-3, présentation en ligne)
- (en) Hugh Roberts, Berber Government : The Kabyle Polity in Pre-colonial Algeria, Boston, I.B.Tauris, 2014, 352 p. (ISBN 978-1-84511-251-6 et 1-84511-251-2)
- Laurent-Charles Féraud (préf. Nedjma Abdelfettah Lalmi), Histoire de Bougie, Saint-Denis, Editions Bouchène, coll. « Histoire du Maghreb », 2001 (1re éd. 1869), 189 p. (ISBN 2-912946-28-X), « IV. Occupation espagnole », p. 91-114